# Gonomyia (Idiocerodes) pleurolineola
Gonomyia (Idiocerodes) pleurolineola is een tweevleugelige uit de familie steltmuggen (Limoniidae). De soort komt voor in het Oriëntaals gebied.